# 일본국 헌법 제33조
일본국 헌법 제33조(일본어: 日本国憲法第33条)은 일본국 헌법 제3장 "국민의 권리와 의무"의 조문 중 하나이다. 체포영장에 의한 체포의 원칙에 대해 규정하고 있다.

## 조문
일본국 헌법 제33조
누구든지 현행범으로서 체포되는 경우를 제외하고는, 권한을 가진 사법 관헌이 발부하고 또한 이유가 되는 범죄를 명시하는 영장에 의하지 아니하고는 체포당하지 아니한다.

## 해설
일본국 헌법 안에 내포되어 있는 형사소송법의 원칙에 입각한 규정 중 하나로, 현행범인 경우을 제외하고는 체포 시에 체포영장을 필요로 한다는 것이다. 다만 형사소송법 제210조 규정에 따른 긴급 체포를 실시하는 경우에는 체포 이후 정해진 시간 내에 사후 체포영장을 발부받는다는 것을 전제로 영장 없는 체포가 허용된다. 체포영장 발부의 주체는 수사권을 가진 경찰·검찰 및 기타 수사기관이지만, 헌법상에서는 특별히 그 주체를 한정하고 있지는 않다. 체포영장의 발부 과정 및 효력 등에 관해서는 형사소송법에 더 자세히 규정되어 있다.
국회의원의 체포에 대해서는 헌법 제50조에 특별규정(불체포특권)이 있어 국회 회기 중에는 현행범인 경우를 제외하고는 해당 국회의원이 소속된 양원의 동의 없이 체포할 수 없다.